# 大衛·加里
大衛·加里（英語：David Carry；1981年10月8日—）是一位蘇格蘭游泳運動員。他代表蘇格蘭參加了2002年、2006年、2010年英聯邦運動會。在2006年，他獲得400米自由泳和400米自由泳接力的金牌。